# Vršovice u Loun
Vršovice (deutsch Wrschowitz, 1939–1945 Werschowitz) ist eine Gemeinde in Tschechien. Sie liegt drei Kilometer nordöstlich des Stadtzentrums von Louny und gehört zum Okres Louny.

## Geographie
Vršovice befindet sich am südwestlichen Fuße des Böhmischen Mittelgebirges in einer Flussschleife linksseitig der Eger. Nördlich erhebt sich der Velký vrch (303 m), im Nordwesten der Červený vrch (Roter Berg, 275 m), Podivák (272 m) und Černodolský vrch (306 m). Bei Vršovice führt eine Straßenbrücke über die Eger. Südwestlich liegt am anderen Ufer der Bahnhof Louny.
Nachbarorte sind Černodoly und Chraberce im Norden, Chožov im Nordosten, Obora im Osten, Černčice im Süden, Louny im Südwesten, Lužerady und Dobroměřice im Westen sowie Nečichy im Nordwesten.

## Geschichte
Nach der Chronik Böhmens von Václav Hájek z Libočan soll das Fürstengeschlecht der Vršovci aus Vršovice stammen. Belegbar ist diese Annahme jedoch nicht. Die erste schriftliche Erwähnung des Ortes erfolgte 1268, als König Ottokar II. Přemysl das zuvor vom Vladiken Něpro Boruta konfiszierte Gut Vršovice zum Zuge einer Gütertausches dem Prager Bischof Johann III. übergab. 1331 verkaufte Bischof Johann IV. von Dražice das Gut an Zdeslav von Kyšice. Nachfolgende Besitzer waren ab 1367 Jan Koryto von Vršovice und dessen gleichnamiger Sohn. Als dieser 1381 verstarb, fiel Vršovice an König Wenzel IV. heim. 1389 erwarb Aleš von Slavětín das Gut. Ihm folgte Petr von Vršovice, von dem es 1396 Rydkéř von Polensko erbte. Bei einer Taxierung der Herrschaft wurde im Jahre 1419 erstmals die Wasserfeste erwähnt.

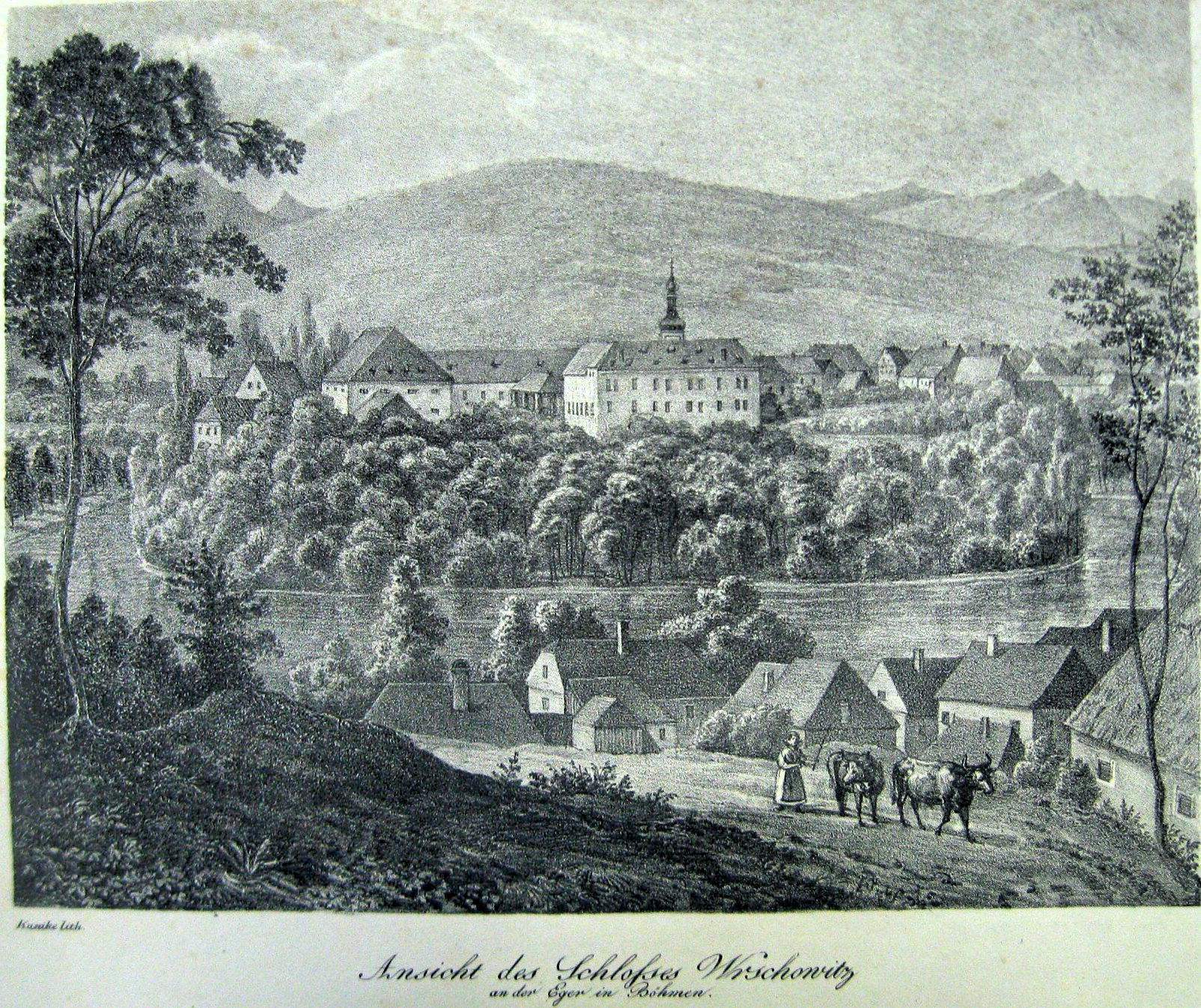
Adolph Friedrich Kunike: Schloss Vršovice

1477 vermachte Nikolaus von Polensko die Herrschaft Albrecht von Kolowrat auf Nový Hrad. Später erwarb Purkart Kaplirz de Sulewicz Witwe Epiplanie „Ofka“ von Miloňovice die Herrschaft, die sie 1517 an der Launer Bürger Václav Sokol von Mory verkaufte. Sokol kaufte noch die Burg und das Städtchen Slavětín zur Herrschaft Vršovice zu. Wegen seiner ständigen Händel wurde Sokol aus der Stadt Laun verbannt. 1589 verkaufte Jan d. J. Sokol von Mory die Herrschaft an den Launer Bürger Jakub Zákostelský von Bílejov.
Prokop Dvořecký von Olbramowitz, der Vršovice 1615 erworben hatte, erweiterte die Herrschaft um den Hof Chožov mit den Dörfern Počedělice, Kystra und Třtěno. Er wurde als einer der Anführer des Ständeaufstandes in Böhmen am 21. Juni 1621 auf dem Altstädter Ring in Prag hingerichtet. Die Herrschaft Vršovice wurde 1622 an den kaiserlichen Generalzeugmeister Wolf Illburg von Vřesovice und dessen Bruder Wilhelm von Vřesovice verkauft. Die Brüder ließen die Wasserfeste zu einem Renaissanceschloss umgestalten und verschuldeten sich dabei erheblich. Wilhelm von Vřesovice musste nach dem Tode seines Bruders die Herrschaft 1634 an seine Gläubigerin Benigna Katharina Lobkowicz abtreten. Ihr Enkel und Erbe Wolf Adam zu Pappenheim starb 1647 bei Prag bei einem Duell. 1663 kaufte Anna Sylvia Caretto die Herrschaft für 42.000 Gulden von Pappenheims Witwe Maria Esther. Sie verstarb im Jahr darauf und ihr Witwer Leopold Wilhelm von Baden-Baden erbte die Herrschaft. Ihm folgte sein gleichnamiger Sohn, der unverheiratet blieb und 1716 verstarb. Sein Erbe fiel Markgraf Ludwig Georg Simpert von Baden zu. Er ließ in den Jahren 1735 bis 1736 das Schloss barock umgestalten. Unter dem Jägerlouis entstand eine Fasanerie mit tausenden Fasanen, und auf dem Schloss wurden große Jagden veranstaltet.
In den Jahren 1757, 1759 und 1762 besetzten preußische Truppen das Schloss. 1761 erbte Markgraf August Georg Simpert die Herrschaft. Zehn Jahre später verstarb er ohne Nachkommen, so dass Ludwig Georgs Tochter Elisabeth Augusta die Herrschaft erbte, welche sie 1783 ihrem Cousin Johann I. Fürst zu Schwarzenberg überließ. Auch die Fürsten von Schwarzenberg nutzten das Schloss für Jagden.
Nach der Aufhebung der Patrimonialherrschaften bildete Vršovice /Wrschowitz ab 1850 eine politische Gemeinde im Bezirk Louny. Das Schloss mit dem Hof gehörte bis zur Bodenreform von 1924 den Fürsten zu Schwarzenberg. Nach dem Zweiten Weltkrieg wurde das Schloss dem Örtlichen Nationalausschuss (MNV) übertragen und das Schloss zu einem Wohngebäude umgenutzt. Zwischen 1976 und 1991 war Vršovice nach Louny eingemeindet. Im Winter 2002 überflutete ein Hochwasser der Eger die Felder des Dorfes.

## Gemeindegliederung
Für die Gemeinde Vršovice sind keine Ortsteile ausgewiesen.

## Sehenswürdigkeiten

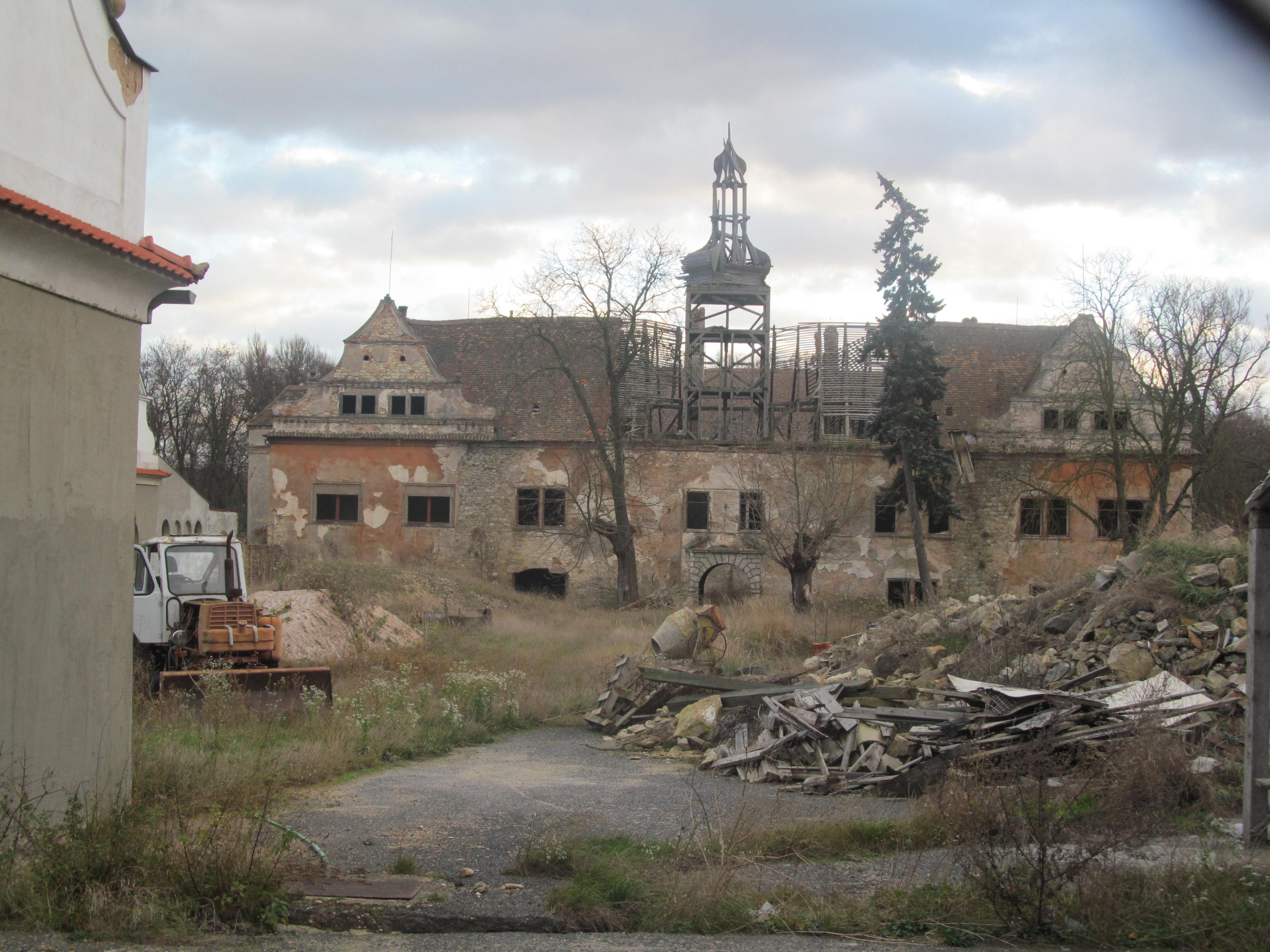
Schloss Vršovice

- Schloss Vršovice, der 1735/36 für Ludwig Georg Simpert von Baden errichtete Bau befindet sich in einem baufälligen Zustand und wird schrittweise rekonstruiert
- Gedenkstein für die Opfer beider Weltkrieges